# Ashurbanipals bibliotek
Ashurbanipals bibliotek är en samling brända lertavlor med kilskrift, upphittade i Nineve. Tavlorna är kopior av tusentals gamla babyloniska lertavlor som kung Ashurbanipal lät kopiera och förvarade, antagligen på hyllor kring väggarna, i två salar i sitt palats. Varje tavla har en underskrift som anger dess ägare, ibland även varifrån originalet hämtats. Hela "serier" förekommer, och även flera tavlor som tillhör samma verk. Tavlorna är då numrerade och sist på varje tavla står den första raden på nästa tavla.
Spillrorna av detta bibliotek förvaras nu på British Museum och utgör en viktig kunskapskälla om både babyloniernas och assyriernas inre värld.
Bland verken i biblioteket finns syndaflodsberättelsen och den babyloniska skapelseberättelsen, som ligger väldigt nära den hebreiska som återfinns i Gamla testamentet. Det finns även en mängd rent religiös litteratur som ritualföreskrifter, besvärjelser, böner, lovsånger och botpsalmer. Andra verk handlar om astronomi, astrologi, medicin, litteratur och språk.
En längre eller kortare underskrift återfinns på nästan alla tavlor av vetenskaplig karaktär. Underskriften innehåller i de flesta fall en exlibris-anteckning i vilken dokumentet betecknas såsom tillhörigt "Assur-bani-pal, världens kung, kung av Assyrien". Dessutom tillkännager kungen ofta i denna underskrift att han har låtit avskriva tavlorna efter gamla original, omsorgsfullt revidera eller kollationera dem och därpå ställa upp dem i sitt palats för att själv ha dem till hands och kunna läsa dem. Den som tar bort Ashurbanipals namn på tavlorna hotas: "hans namn må Nebo, världsalltets tavelskrivare, tillintetgöra!" En särskild rad vid slutet av varje tavla brukar uppta de första orden av den nästföljande tavlan inom serien, så att de olika delarna förenas till formliga "böcker". "Kataloger" över sådana böcker eller över deras särskilda delar sammanställdes av de assyriska prästerna.

## Galleri

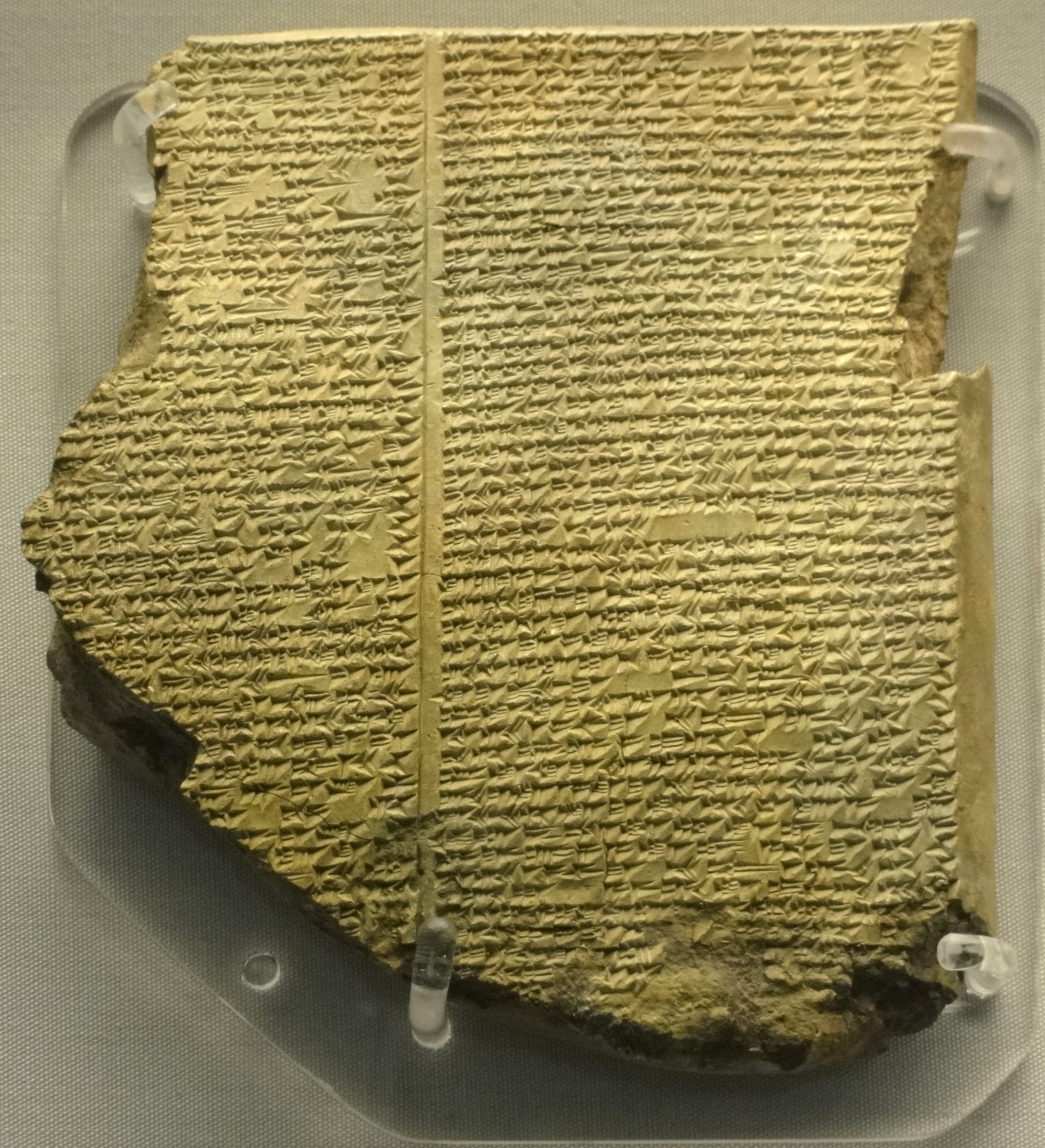
Lertavla med det avsnitt ur Gilgamesheposet som skildrar syndaflodsberättelsen, (Lertavla 11).
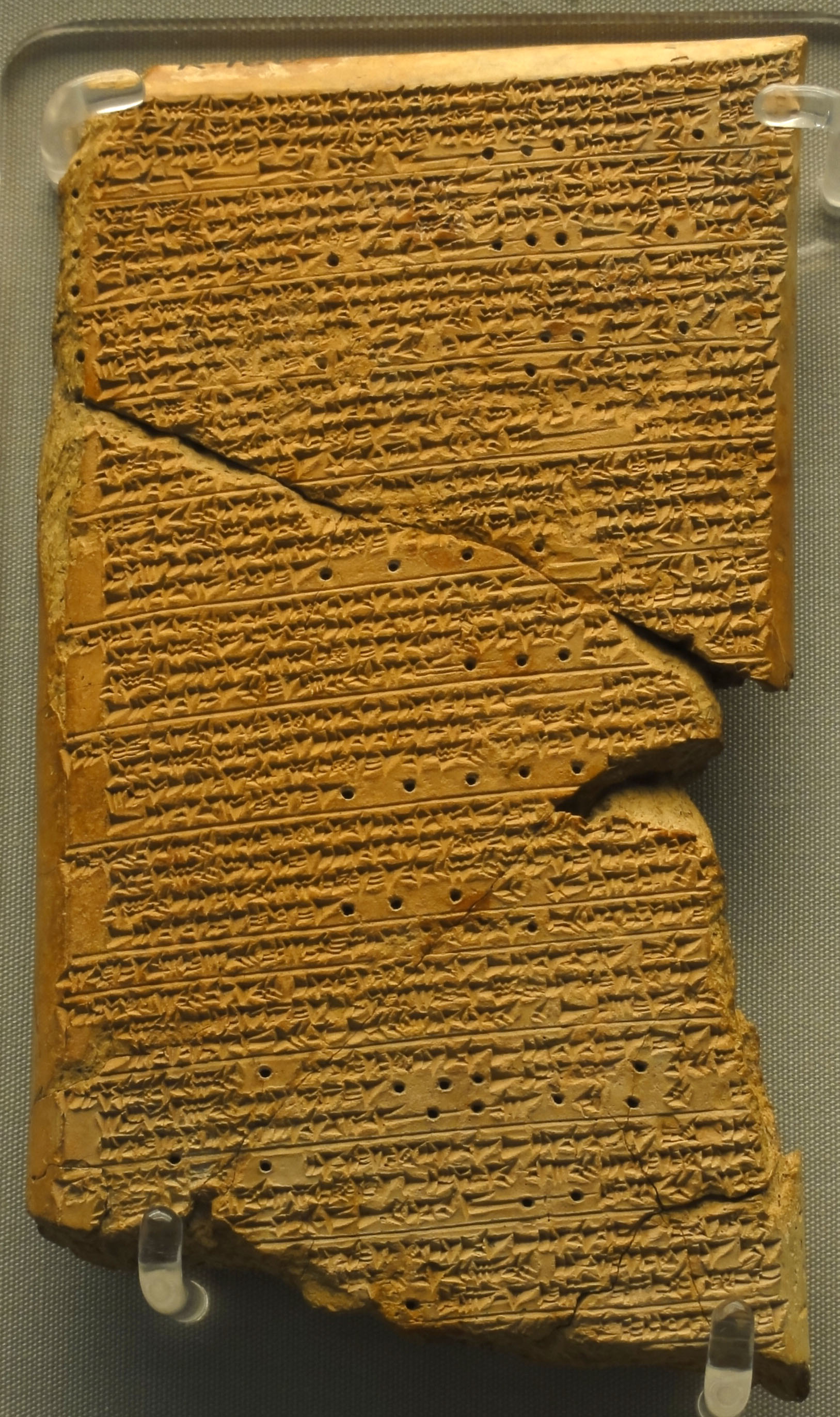
Ammisaduqas Venustavla med astronomiska observationer.
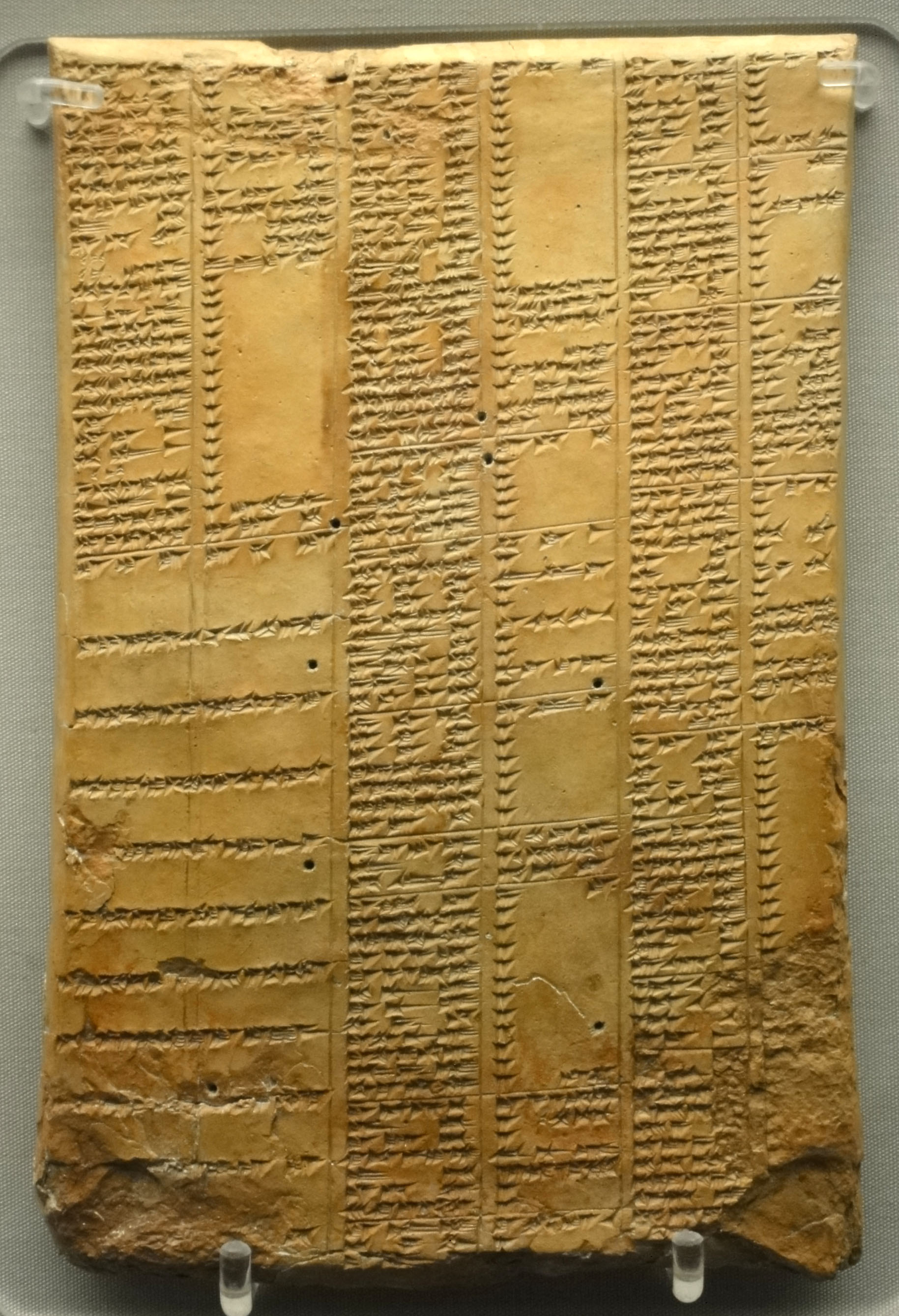
Lertavla med synonymer.